# Fröhliche Weihnacht überall
Fröhliche Weihnacht überall ("Buon Natale dappertutto") è un tradizionale canto natalizio tedesco conosciuto sin dal 1885 e il cui testo è stato attribuito a Hoffmann von Fallersleben

## Storia
Si ritiene comunemente che la melodia del brano provenga dall'Inghilterra. Tuttavia non vi è alcuna prova certa che avvalori tale ipotesi.

## Testo

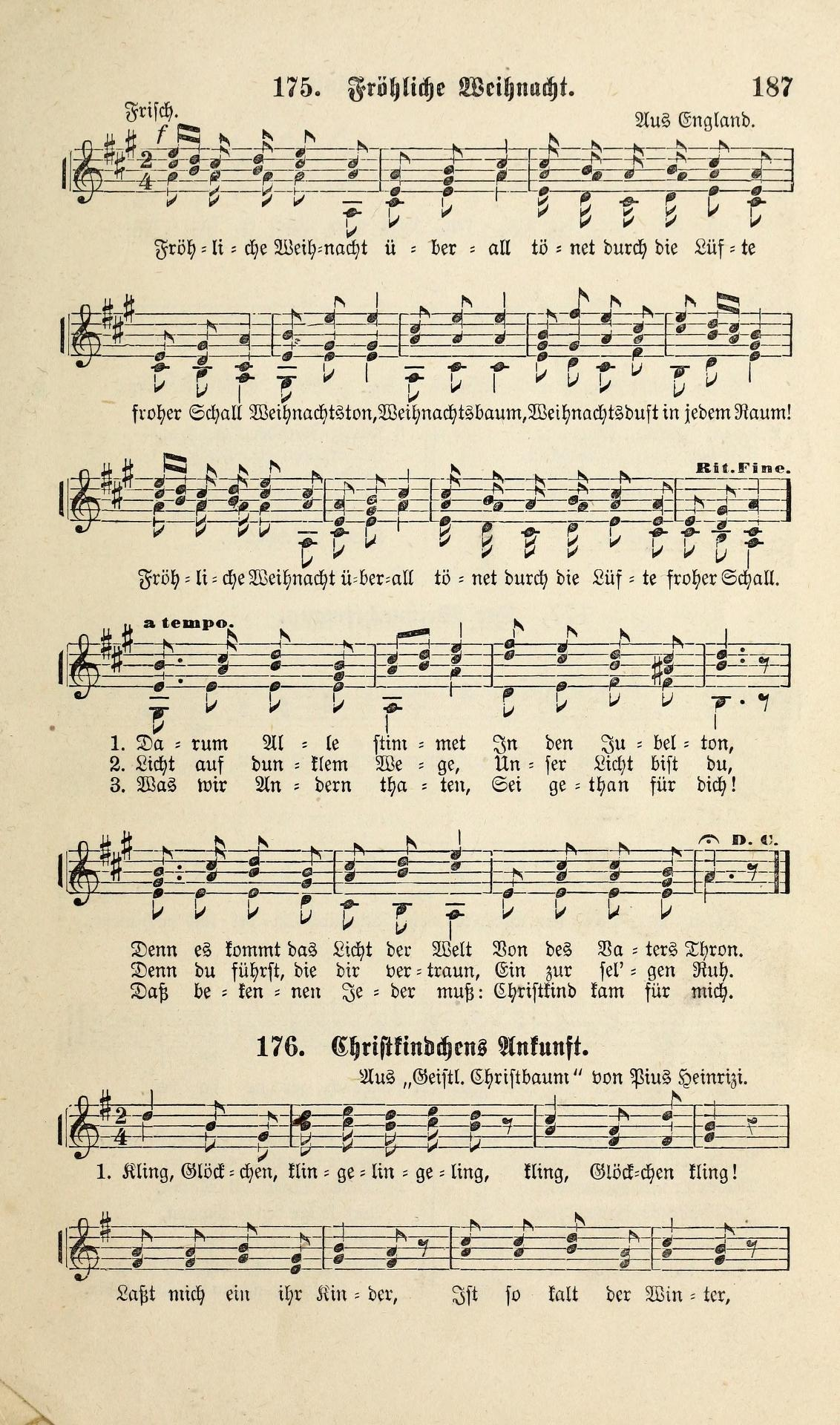
Spartito di Fröhliche Weihnacht überall

Il testo descrive l'atmosfera del periodo natalizio:
  „Fröhliche Weihnacht überall!“

  tönet durch die Lüfte froher Schall.

  Weihnachtston, Weihnachtsbaum,

  Weihnachtsduft in jedem Raum!

  „Fröhliche Weihnacht überall!“

  tönet durch die Lüfte froher Schall.

[...]

## Versioni
Tra gli artisti che hanno inciso o eseguito pubblicamente il brano, figurano (in ordine alfabetico):
- Gaby Albrecht (nell'album Meine schönsten Weihnachtslieder del 2016[3]
- Paul Biste (nell'album Fröhliche Weihnacht überall del 1971)[4]
- Calimeros (nell'album Fröhliche Weihnacht überall del 1990[5]
- Heintje (nell'album Fröhliche Weihnacht überall del 1971)[6])
- Ricky King (in: Die schönsten Weihnachtslieder del 1984[7])
- James Last (in Christmas Dancing del 1966[8] e in Weihnachten & James Last del 1973[9])
- Günter Noris (in Fröhliche Weihnacht überall[10])
- Rondò Veneziano (in Sinfonia di Natale del 1995[11] e in The Magic of Christmas del 2001[12]